# Siegmund Lubin
Siegmund Lubin (20 d'abril de 1851 – 11 de setembre de 1923) va ser un empresari, productor i pioner cinematogràfic nord-americà d'origen alemany.

## Biografia
El seu veritable nom era Siegmund Lubszynski, i va néixer a Breslau (actualment Wroclaw) o bé a Poznań, ciutats de l'actual Polònia, en el si d'una família alemanya d'origen jueu, sent el seu pare un oftalmòleg d'èxit.
En 1876 va emigrar als Estats Units, treballant com optometrista a Filadèlfia. Aviat va progressar i va fabricar una càmera pròpia, que va combinar amb un projector, i que va comercialitzar. L'any 1896 va començar a distribuir cintes per a Thomas Edison, el 1897 va començar a produir pel·lícules, i el 1902 va fundar Lubin Studios. A més, la seva companyia va vendre de forma il·legal còpies de moltes produccions d'altres directors, destacant les de Georges Méliès, per la qual cosa Lubin va ser un dels primers practicants de la infracció de drets d'autor.
El 1910 la seva empresa va edificar un estudi cinematogràfic, "Lubinville", a Filadèlfia, a la cruilla dels carrers 20th i Indiana. Un incendi de l'estudi al juny de 1914 va destruir els negatius de les seves noves pel·lícules sense estrenar. A part d'aixó, amb l'inici aquest any de la Primera Guerra Mundial a Europa, Lubin Studios i altres productors nord-americans van perdre les seves vendes al mercat exterior. Per aquest motiu, i després d'haver produït més d'un miler de cintes, l'1 de setembre de 1917 Lubin Film Company va tancar. Després d'això, Lubin va tornar al seu treball com optometrista.
Siegmund Lubin va morir el 1923 al seu domicili a Ventnor City, Nova Jersey, per una malaltia cardíaca. Va ser enterrat en el Cementiri Beth Israel, al comtat d'Atlantic.
Per la seva contribució a la indústria del cinema, a Siegmund Lubin se li va concedir un estel en el Passeig de la Fama de Hollywood, en el 6166 de Hollywood Boulevard.